# スター・ファイター (映画)
『スター・ファイター』（The Last Starfighter）は、1984年に公開されたアメリカのSF映画。コンピュータグラフィックスを本格的に導入した最初期の映画のひとつ。　

## あらすじ
カリフォルニア州の田舎に住む青年アレックスが、「スター・ファイター」というアーケードゲームで最高得点をたたき出した。アレックスはゲームの開発者を名乗る男に誘われて彼の自動車に乗るが、そのまま宇宙まで跳び出し、宇宙要塞「ライロス」に連れて行かれる。ゲームは銀河系の敵「ズアー」率いる「コダン艦隊」と戦うエリート戦士「スター・ファイター」を選び出すためのものだった。
アレックスはスター・ファイターとしてスカウトされたものの、集まった異星人たちや宇宙戦争の現実を目の当たりにしておびえてしまい、戦うことを拒否する。アレックスが地球に戻った後、出撃直前のスター・ファイター達がズアーの奇襲攻撃を受けて壊滅してしまう。残ったのは、アレックスとペアを組むはずだった異星人の航法士グリグと、戦闘艇ガンスター一隻だけだった。さらに地球にもズアーの刺客が送り込まれた。一度は戦うことを拒否したアレックスだが、銀河系そして地球の危機を知り、最後のスター・ファイターとして、グリグとともにズアーとの戦いに挑む。

## 特徴
本作の大きな特徴は、実景を置き換える意図を持ってコンピュータグラフィックス（CG）を本格的に導入したという点である。補助的にCGを用いた映画は以前から存在していたが、本作では主役メカである宇宙戦闘機「ガンスター」をはじめ、特殊効果シーンの要素の多くをCGのみにより表現していた。これは、当時としては極めて意欲的な挑戦であった。
CGを本格導入した黎明期の映画としては、『トロン』（1982年）も有名だが、『トロン』の世界は仮想空間であり、ワイヤーフレームやフラットシェーディングなどのいかにもCG的なシンプルなタッチの手法を多く用いていたのに対し、本作では、当時最高性能のスーパーコンピュータCray X-MPを導入し、CGの表現力が大きく向上し、宇宙船の表面の汚れなど当時としてはリアルな絵作りを可能とした。
フォトリアルなCG表現を本格的に導入したという点では、本作が世界初とされる。

## キャスト
※括弧内は日本語吹替
- アレックス・ローガン - ランス・ゲスト（井上和彦）
- マギー・ゴードン - キャサリン・メアリー・スチュワート（佐久間レイ）
- セントーリ - ロバート・プレストン（中村正）
- グリッグ - ダン・オハーリー（内海賢二）
- ズアー - ノーマン・スノウ（樋浦勉）
- ジェーン・ローガン - バーバラ・ボッソン（横尾まり）
- ルイス・ローガン - クリス・ハバート（浪川大輔）
- エンデュラン - ケイ・E・クター（宮川洋一）
- クリル - ダン・メイソン（加藤精三）

## 製作者（スタッフ）
- 監督：ニック・キャッスル
- プロデューサー：ゲイリー・アデルソン、エドワード・O・デノールド
- アソシエイトプロデューサー、CG総指揮：ジョン・H・ホイットニー・ジュニア
- コンサルティングプロデューサー：ロバート・スワンソン
- 脚本：ジョナサン・R・ベチュエル
- 音楽：クレイグ・セイファン
- 撮影監督：キング・バゴット
- 編集：キャロル・ティモシー・オメアラ
- キャスティング：アイリーン・マリアーノ、バーバラ・ミラー
- プロダクションデザイン：ロン・コッブ
- アートディレクション：ジェイムズ・D・ビッセル
- セット装飾：リンダ・スフィアリス
- 衣装デザイン：ロバート・フレッチャー
- メカニカル効果メイクアップ：ランス・アンダーソン
- テクニカル・メイクアップ：ワーナー・ケプラー
- キー・ヘア・スタイリスト：オードリー・レヴィー
- デザイン・メイクアップ：テリー・スミス
- アシスタント・ヘア・スタイリスト：ジェラルド・サロモン
- メイクアップ・ラブ・スカルプター：リック・ストラットン
- メイクアップ効果技術者：ブライアン・ウェイド
- プロダクションマネージャー：キム・C・フリーズ
- 第1助監督：ブライアン・E・フランキッシュ
- 第2助監督：リチャード・デノールト
- dga見習い：シャロン・ゲルハルド
- イラストレイター：カール・アルダナ
- コンストラクション・コーディネイター：リチャード・J・ベイヤード
- セットデザイナー：ビヴァーリ・イーガン、ドン・ハイ、ウィリアム・ジェイムズ・ティーガーデン
- プロパティー・マスター：トレイシー・ファーリントン
- リードマン：ロバート・インクレコフィアー
- プロダクション・イラストレイター：ジョン・L・ジェンセン
- アシスタント・プロップス：マイケル・ウィーガンド
- セットドレッサー：マイケル・ウォルシュ
- 音響編集：バブ・アスマン、ミシェル・シャープ
- スーパーヴァイジング音響編集：フレッド・J・ブラウン
- アシスタント音響編集：ジューノウ・J・エリス
- ステレオ音響コンサルタント（ドルビー）：デイヴィッド・W・グレイ
- 音響再録音ミキサー：ロバート・L・ホイト、B・テニソン・セバスチャン二世、ジョン・J・スティーヴンス
- foleyアーティスト：マーギー・オマレイ（クレジットはマーギー・デネック）
- adr編集：ローレン・パーマー
- プロダクション音響ミキサー：ジャック・ソロモン
- ケーブルパースン：ジェイムズ・E・トンプソン
- ブームオペレイター：アル・イェイリアン
- 特殊効果：ジェイムズ・デイル・カモミール、マイケル・ランティエリ、ダレル・D・プリチェット、ジョセフ・C・サスゲン
- 特殊効果スーパーヴァイザー：ケヴィン・パイク

## 類似の設定
ゲームによりパイロットとしてスカウトされるという設定は、本作以外にも以下のようなものがある。
- 秋元書房の秋元文庫から出版された、同文庫読者たちによるショート・ショート集に掲載の短編小説に、既に登場しており、ストーリーとしては酷似している部分がある。
- アーケードゲーム『電脳戦機バーチャロン』の裏設定では、バーチャロイド（作中に登場するロボット兵器）の存在は極秘となっており、ゲームを通してパイロットのスカウトが行われていたとされている。
- 家庭用テレビゲーム『スーパーロボット大戦シリーズ』のオリジナルキャラクター「リュウセイ・ダテ」にも使用されている。
- 特撮TV『電磁戦隊メガレンジャー』でもメガレッドの選出が同様の手段で行なわれている。

またオースン・スコット・カードのSF小説『エンダーのゲーム』のクライマックスには、実戦のためのシミュレーションゲームと偽って、主人公が実際の軍隊指揮を任ぜられる場面がある。

## 音楽について
クレイグ・セイファン作曲のテーマ曲のオーケストラ・ヒット部分は、テレビ東京系『出没!アド街ック天国』の番組内で頻繁に使用されている（但しオリジナルサウンドトラックではなくカヴァー演奏）。

## 関連商品

### ノベライズ
- 『スター・ファイター』 アラン・ディーン・フォスター著 (1985年)

## コンピュータゲーム
- アタリ社が本作を題材としたアーケードゲームを新規開発したシステム基板「ATARI SYSTEM IV」上で開発していたが、基板価格が約1万米ドルにもなることが予想されたため、断念された。なお「ATARI SYSTEM IV」は他にも開発タイトルがあったが、結局市販されていない。
- 家庭用ゲーム機Atari 2600・Atari 5200、家庭用コンピュータAtari 800向けのゲームもそれぞれ開発された。これらのゲームは元々は本作を題材としたゲームとして開発されていたが、最終的にはAtari 2600版は "Solaris"、Atari 800版は "Star Raiders II" にそれぞれ改題され、本作とは無関係のゲームとして発売された。発売年はともに1986年。
- 1990年に、Nintendo Entertainment System用ゲーム "The Last Starfighter" が発売された。しかし、これは最初から本作を題材として開発されたものではなく、コモドール64用ゲーム "Uridium" のグラフィックや音楽を差し替えただけのものであった。内容は横スクロールシューティングゲーム。
- 2007年に、本作の作中に登場するアーケードゲーム版「スター・ファイター」をほぼ忠実に再現した、ファン製作によるWindows用ゲームがフリーウェアとして発表された。

http://www.roguesynapse.com/games/last_starfighter.php